# Copa del Generalísimo de fútbol 1949-50
La Copa del Generalísimo de fútbol 1950 fue la 46ª edición de la competición de Copa. El torneo se disputó entre noviembre de 1949 y mayo de 1950, fue ganado por el Atlético de Bilbao por 4 - 1 al Real Valladolid, siendo el 17º título de Copa obtenido por el equipo bilbaíno. Para el equipo vallisoletano este subcampeonato junto con el obtenido en 1988/89 es lo más lejos que ha alcanzado el Real Valladolid en esta competición.

## Equipos participantes
La competición de 1950, participaron 46 equipos de las categorías de Primera y Segunda.

## Desarrollo

### Octavos de final
Se disputó en eliminatoria a doble partido: los encuentros de ida se jugaron el 30 de abril y los de vuelta el 7 de mayo.
| Equipo local                 | Resultado global | Equipo visitante            | Ida | Vuelta |
| ---------------------------- | ---------------- | --------------------------- | --- | ------ |
| Club Atlético de Bilbao      | 2-1              | R. C. D. Español            | 1-0 | 1-1    |
| C. F. Barcelona              | 5-6              | Racing de Santander         | 4-1 | 1-5    |
| Real Club Celta de Vigo      | 1-2              | Real Oviedo                 | 1-1 | 0-1    |
| Real Madrid CF               | 8-1              | Gimnàstic de Tarragona      | 1-0 | 7-1    |
| C.D. Málaga                  | 6-7              | Club Atlético de Madrid     | 4-3 | 2-4    |
| Real Club Deportivo Mallorca | 3-12             | Valencia CF                 | 3-4 | 0-8    |
| Real Sociedad de Fútbol      | 1-3              | Real Valladolid             | 0-1 | 1-2    |
| Sevilla CF                   | 5-3              | R.C. Deportivo de la Coruña | 4-2 | 1-1    |

### Cuartos de final
Los cuartos de final se disputaron a doble partido: los partidos de ida tuvieron lugar el 14 de mayo y los de vuelta el día 18 del mismo mes. 
| Equipo local            | Resultado global | Equipo visitante        | Ida | Vuelta |
| ----------------------- | ---------------- | ----------------------- | --- | ------ |
| Club Atlético de Bilbao | 13-5             | Real Oviedo             | 8-2 | 5-3    |
| Real Madrid CF          | 6-4              | Club Atlético de Madrid | 6-3 | 0-1    |
| Racing de Santander     | 3-6              | Valencia CF             | 3-0 | 0-6    |
| Real Valladolid         | 8-4              | Sevilla CF              | 6-0 | 2-4    |

### Semifinales
Se disputaron los partidos de ida el 21 de mayo y los de vuelta el 24 de mayo. 
| Equipo local            | Resultado global | Equipo visitante | Ida | Vuelta |
| ----------------------- | ---------------- | ---------------- | --- | ------ |
| Real Madrid CF          | 3-5              | Real Valladolid  | 2-2 | 1-3    |
| Club Atlético de Bilbao | 8-7              | Valencia CF      | 5-1 | 3-6    |

## Final
| Domingo 28 de mayo de 1950, 17:30 | Atlético de Bilbao        | 4-1 (1-1) (t. s.) | Real Valladolid Deportivo | Estadio Chamartín, Madrid                                   |                                                             |
|                                   | Zarra 15', 94', 96', 117' | Reporte           | Coque 85'                 | Asistencia: 80.000 espectadores Árbitro(s): Ramón Azón Roma | Asistencia: 80.000 espectadores Árbitro(s): Ramón Azón Roma |

| 1  | POR | Lezama          |  |
| 2  | DEF | Canito          |  |
| 3  | DEF | Areta           |  |
| 4  | MED | Aramberri       |  |
| 5  | MED | Manolín         |  |
| 6  | MED | Nando           |  |
| 7  | DEL | Iriondo         |  |
| 8  | DEL | Venancio        |  |
| 9  | DEL | Zarra           |  |
| 10 | DEL | Panizo          |  |
| 11 | DEL | Gaínza II       |  |
| DT | DT  | José Iraragorri |  |

| 1  | POR | Saso            |  |  |
| 2  | DEF | Lesmes I        |  |  |
| 3  | DEF | Babot           |  |  |
| 4  | MED | Lesmes II       |  |  |
| 5  | MED | Ortega          |  |  |
| 6  | MED | Lasala          |  |  |
| 7  | DEL | Revuelta        |  |  |
| 8  | DEL | Coque           |  |  |
| 9  | DEL | Vaquero         |  |  |
| 10 | DEL | Aldecoa         |  |  |
| 11 | DEL | Juanco          |  |  |
| DT | DT  | Antonio Barrios |  |  |

|  | 15'  | Zarra | 1-0 |
|  | 94'  | Zarra | 2-1 |
|  | 96'  | Zarra | 3-1 |
|  | 117' | Zarra | 4-1 |

|  | 85' | Coque | 1-1 |
|  |     |       |     |

|  | - | - |

|  | - | - |

| Árbitro: | Ramón Azón Roma |

| 1  | POR | Lezama          |  |
| 2  | DEF | Canito          |  |
| 3  | DEF | Areta           |  |
| 4  | MED | Aramberri       |  |
| 5  | MED | Manolín         |  |
| 6  | MED | Nando           |  |
| 7  | DEL | Iriondo         |  |
| 8  | DEL | Venancio        |  |
| 9  | DEL | Zarra           |  |
| 10 | DEL | Panizo          |  |
| 11 | DEL | Gaínza II       |  |
| DT | DT  | José Iraragorri |  |

| 1  | POR | Saso            |  |  |
| 2  | DEF | Lesmes I        |  |  |
| 3  | DEF | Babot           |  |  |
| 4  | MED | Lesmes II       |  |  |
| 5  | MED | Ortega          |  |  |
| 6  | MED | Lasala          |  |  |
| 7  | DEL | Revuelta        |  |  |
| 8  | DEL | Coque           |  |  |
| 9  | DEL | Vaquero         |  |  |
| 10 | DEL | Aldecoa         |  |  |
| 11 | DEL | Juanco          |  |  |
| DT | DT  | Antonio Barrios |  |  |

|  | 15'  | Zarra | 1-0 |
|  | 94'  | Zarra | 2-1 |
|  | 96'  | Zarra | 3-1 |
|  | 117' | Zarra | 4-1 |

|  | 85' | Coque | 1-1 |
|  |     |       |     |

|  | - | - |

|  | - | - |

| Árbitro: | Ramón Azón Roma |

|                            |
| Campeón ATLÉTICO DE BILBAO |
| 17º título                 |

| Predecesor: Copa del Generalísimo 1948-49 | Copa del Generalísimo 1949-50 | Sucesor: Copa del Generalísimo 1951 |